# Agrostis avenacea
Espèce
Classification phylogénétique
Agrostis avenacea est une espèce de plante herbacée de la famille des Poaceae.
Cette herbe vivace est originaire d'Asie (Papouasie-Nouvelle-Guinée), d'Océanie (Australie, Nouvelle-Zélande) et d'Amérique du Sud (Chili, Île de Pâques)
Elle est naturalisée en d'autres points du globe, notamment dans le Pacifique et en Europe.

## Synonyme
- Avena filiformis G.Forst.
- Deyeuxia forsteri Kunth
- Lachnagrostis filiformis (G.Forst.) Trin.